# بني قعلوم العليا (بني فغلوم)
بني قعلوم العليا هي إحدى مشيخات المملكة المغربية، تتبع جغرافيا لإقليم شفشاون وإداريًا لبني فغلوم. يقدر عدد سكانها بـ 5329 نسمة حسب الإحصاء الرسمي للسكان والسكنى لسنة 2004.